# UIPI
UIPI (Union International de la Propriété Immobilière, eng. The International Union of Property Owners) är en internationell sammanslutning av nationella och internationella organisationer för privata fastigheter. Organisationen grundades 1923 i Frankrike och har idag sitt säte i Bryssel.
UIPI vill skydda och utveckla den privata äganderätten till fast egendom. Organisationen engagerar sig i frågor som fastighetsskatt, expropriation av fastigheter, regler inom miljö- och energiområdet med mera.
Under de gångna åren har arbete ägnats åt att få till stånd ett återlämnande av fastigheter i forna kommunistländer. 
Villaägarnas Riksförbund är enda svenska medlemmen i UIPI. 